# Condado de Yanjin

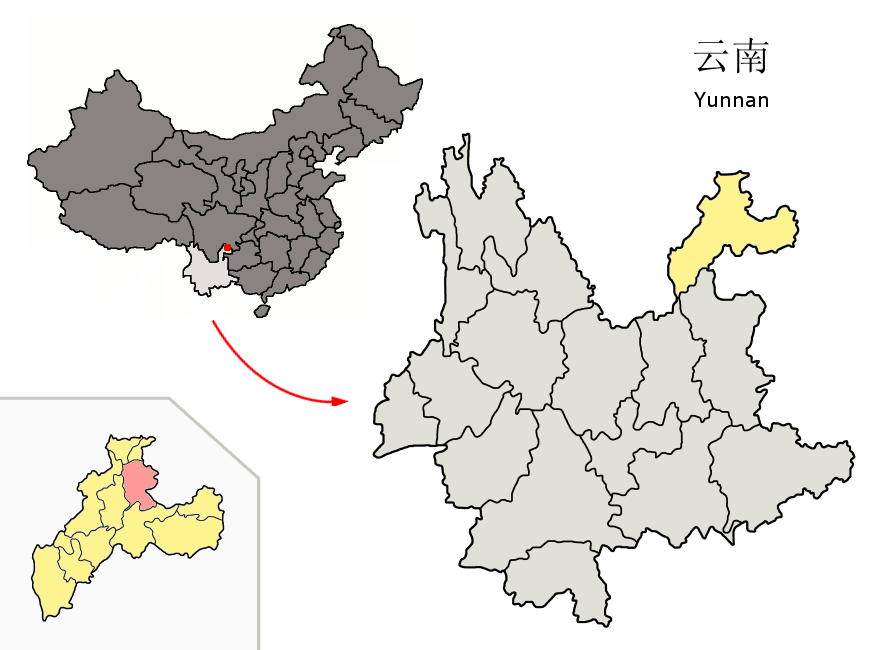
Localização do condado de Yanjin (rosa) e da cidade de Zhaotong (amarelo) em Yunnan

O Condado Yanjin (chinês tradicional: 鹽津縣, chinês simplificado: 盐津县, pinyin: Yánjīn Xiàn) está localizado no nordeste da província de Yunnan, China, fazendo fronteira com a província de Sichuan ao norte e ao leste. Está sob a administração da prefeitura da cidade de Zhaotong.
Situado às margens do estreito Rio Heng|Muitas vezes confundido com o Rio Nanxi]], que é na verdade um rio diferente no sul de Yunnan, um afluente do Rio Yangtzé, é conhecida como a cidade mais estreita do mundo." Os edifícios da cidade estão situados em pilares altos, o que é uma medida preventiva para o aumento do nível da água durante períodos de fortes inundações.. Os vídeos sobre a cidade são rotineiramente virais]] devido à sua singularidade e ao ambiente natural circundante, atraindo muita atenção para a cidade.

## Dados
Sua população é de 53.096 habitantes numa área de 1.416 km2.

## História
Pelo menos desde Dinastia Chin (221–206 a.C.), a área de Yanjin foi o lar do povo Bo.
Durante uma celebração do Festival do Barco-dragão no final de 1800 ou início de 1900 em Yanjin, uma ponte que atravessava o Rio Heng (Yunnan) desabou e quatrocentas pessoas morreram afogadas. Isso fez com que a ponte fosse reconstruída com paredes e telhado. O condado recebeu o nome da cidade de Yanjin quando foi formada em 1917..
Em julho de 2006, um terremoto de magnitude 5,1 deixou 22 mortos, 106 feridos e mais de 6.000 casas demolidas.
Em 2021, práticas de gestão para instituir um ecossistema urbano de inundações pluviais estavam em andamento em Yanjin através do uso da abordagem cidade esponja para se preparar para grandes inundações.

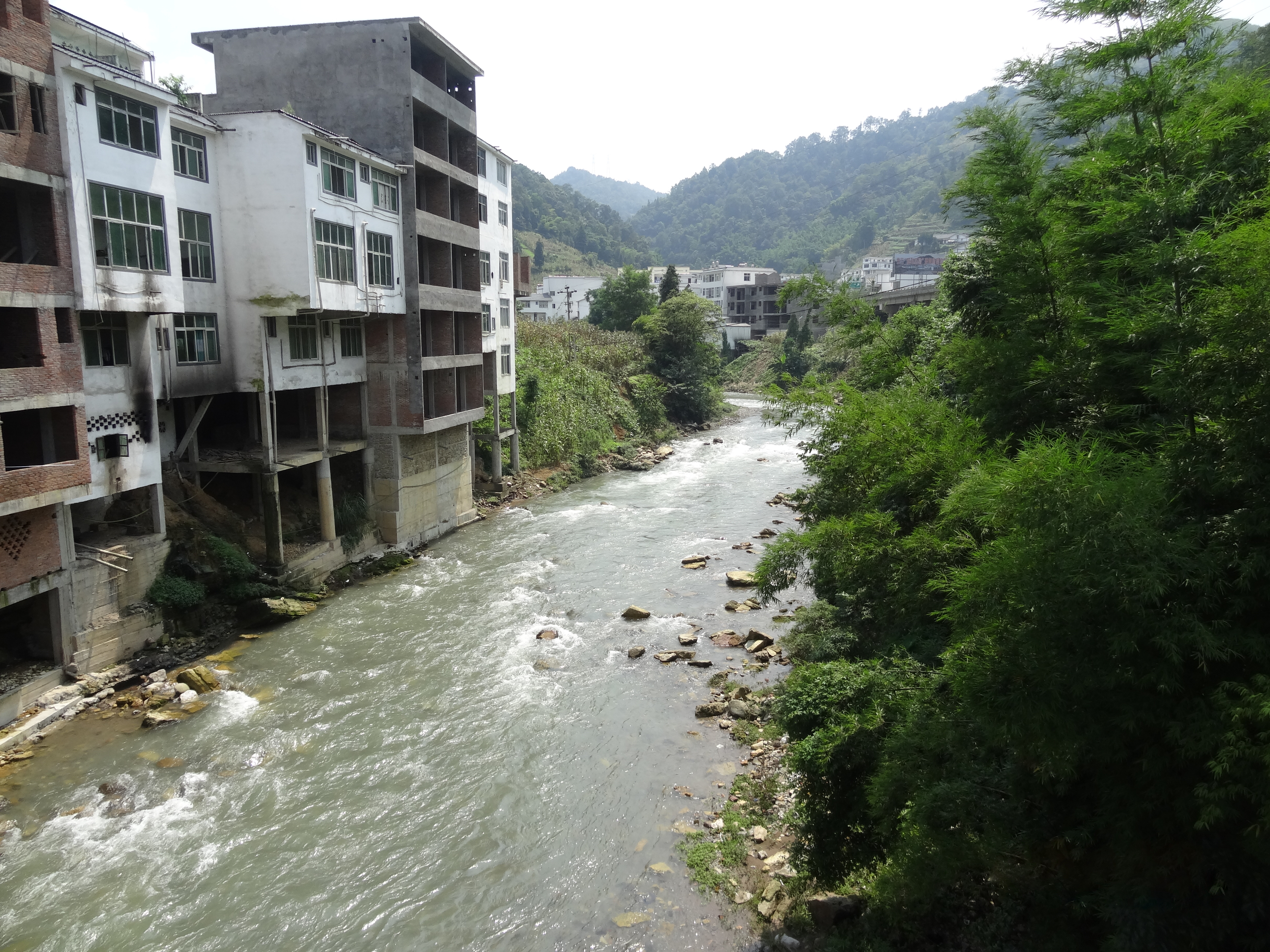
Cidade Zhonghe no Condado de Yanjin

## Culinária
Yanjin Huoshao：A famosa culinária do condado de Yanjin, agora classificada como patrimônio cultural imaterial

## Divisões administrativas
O condado de Yanjin tem 6 cidades e 4 distritos.
6 Cidades
| - Yanjing (盐井镇) - Pu'er, Zhaotong (普洱镇) - Dousha (豆沙镇) | - Zhonghe (中和镇) - Miaoba (庙坝镇) - Shizi (柿子镇) |

4 distritos
| - Xinglong, Yunnan 兴隆乡) - Luoyan, Yunnan (落雁乡) | - Tantou, Yunnan (滩头乡) - Niuzhai, Yunnan (牛寨乡) |